# きんぎんすなご
『きんぎんすなご-金銀砂子-』は、わかつきめぐみによる日本の漫画作品。『月刊少女フレンド』『別冊フレンド増刊ザ・フレンド』『デザート増刊ザ・フレンド』(講談社)で、1996年7月から1997年10月まで連載。講談社からKCデラックス(全1巻)、白泉社から白泉社文庫(全1巻)が刊行された。

## 概要
「夏目家」シリーズのきっかけとなった連載作品。人の成長過程について、これまで作者が多くの作品で描いてきた「すでに存在する居場所の喪失と巣立ち」ではなく、「まだ存在しない居場所を探し獲得する」ものとして描いた点で注目される。
作中登場する夏目蒼一郎を主人公とし、その高校生時代の日常生活を描いた「夏目家の妙な人々」（1998年）は、本作品の事実上の続編となる。

## あらすじ
「やりたいことが見つからない」ことにいら立って家出した高校生の蓼子は、就職した一流企業を辞めて田舎に移り住んだ旧知の“にーさん”こと今泉久義のもとを訪ねる。自然の中で、それぞれ何かを引き替えに自分たちの生き方を選ぶ人との出会いを通し、蓼子は次第に生きる目的を見いだしていく。

## 主な登場人物
蓼子（りょうこ）
主人公。高校1年生の夏休み中、他人に比べ何の取り柄もなくやりたいことも見つからない自らにいら立ち、母親との口論でとっさに家出。片道9時間かけて今泉久義のもとに転がり込む。夏目蒼一郎には「タデちゃん」と呼ばれる。
今泉 久義（いまいずみ・ひさよし）
実家が蓼子の近所の青年。親が自慢するほどの優等生で、大学卒業後一流会社に就職したものの、突然会社を辞め、山奥で資料館開館準備の仕事を始めた。かつて高校受験時の蓼子の家庭教師を務め、星が好きという点で意気投合した。
夏目 蒼一郎（なつめ・そういちろう）
今泉とともに資料館開館準備の仕事に携わる青年。本音を隠さない個性的で奔放な性格の持ち主で、蓼子や今泉を圧倒するが、心に迷いを持つ2人のよい生き方の目標にもなる。
百合子（ゆりこ）
農家のお年寄りの女性で、民家や民具を保存する資料館開館を目指している。今泉と夏目の雇い主。他人の尺度に左右されず、肩肘を張ることもない自然体の生き方が、蓼子や今泉に大きな影響をあたえる。
萩乃（はぎの）
百合子の孫で蓼子と同じ年の帰国子女。古い民具などに関心が深く、将来は百合子の資料館で働くことを決心している。蓼子と同じ街に住んでおり、休みの都度田舎を訪れている。

## 各話一覧
（かっこ内は掲載誌）
- あまのがわ(1996年月刊少女フレンド7月号)
- カノープス(1996年別冊フレンド12月号増刊ザ・フレンド冬号)
- 北極星(1997年別冊フレンド4月号増刊ザ・フレンド春号)
- 彗星(1997年別冊フレンド6月号増刊ザ・フレンド初夏号)
- すばる(1997年別冊フレンド8月号増刊ザ・フレンド夏号)
- 番外編・夏目家の謎(1997年デザート10月号増刊ザ・フレンド秋号)
- おまけまんが・マイフレンドの秘密(2005年白泉社文庫書き下ろし)